# Cestrotus flavoscutellatus
Cestrotus flavoscutellatus är en tvåvingeart som beskrevs av Meijere 1910. Cestrotus flavoscutellatus ingår i släktet Cestrotus och familjen lövflugor. Inga underarter finns listade i Catalogue of Life.